# Pergola
Pergola là một đô thị ở tỉnh Pesaro và Urbino trong vùng Marche. Tại thời điểm năm 2006, đô thị này có dân số 6.819 và diện tích là 113 km² với mật độ 60 người trên mỗi km².
Pergola giáp các đô thị sau: Arcevia (tỉnh Ancona), Cagli, Fossombrone, Fratte Rosa, Frontone, San Lorenzo in Campo, Sassoferrato (tỉnh Ancona), và San Lorenzo in Campo.

## Các công trình nổi bật
- Museo dei Bronzi dorati Sito del Museo
- Nhà thờ Thánh Andrea
- Nhà thờ Thánh Francisco
- Nhà thờ Thánh Giacomo
- Nhà thờ Thánh Maria d'Piazza
- Tòa thị chính